# 巖流
巖流是佐佐木小次郎所創的流派，由於是宮本武藏的對手，因此廣為人知。但因相關資料甚少，且少有詳細說明。
一般認為是佐佐木小次郎於中條流（富田流）長期學習後所開創，因此普遍認為屬於中條流的分支，但近年來也有人認為佐佐木小次郎應是鐘卷自齋的弟子，因此認為屬於鐘卷流的一支。巖流同時也是佐佐木小次郎的號，小次郎和武藏戰鬥的地點也正是巖流島。江戶時代在鳥取藩有同名的巖流劍術，但未能確定與是佐佐木小次郎的巖流是否有關聯。